# Jacques Delécluse
Jacques Delécluse (Béthune, 15 de setembre del 1933 – 29 d'octubre del 2015) fou un percussionista i compositor francès, tot i que va començar la seva formació com a pianista. El seu pare era Ulysse Delécluse, un conegut clarinetista. És conegut per ser un important autor d'estudis per a caixa, xilòfon i timbals. Fou membre de l'Orquestra de París i treballà com a professor al Conservatori de París.

## Discografia
- Quintuple, with works by Nguyễn Thiên Đạo and Marius Constant. EMI France LP